# Lill-Furuön
Lill-Furuön is een van de eilanden van de Lule-archipel. Het eiland ligt een kilometer ten zuiden van Degerö-Börstskär. Het heeft geen oeververbinding en is onbebouwd.